# Grand Prix automobile de Singapour
Le Grand Prix automobile de Singapour est une course qui compte pour le championnat du monde de Formule 1 et dont la première édition a lieu en 2008 ; s'y déroule alors la première course en nocturne de l'histoire de la F1. Il se court sur le circuit urbain de Singapour. Après douze éditions consécutives, la course singapourienne n'a pas lieu en 2020 et en 2021, étant annulée dans le contexte de la pandémie de Covid-19. Son retour a eu lieu pour la saison 2022.

## Historique
Le premier Grand Prix de Singapour a été disputé en 1966 sur le circuit urbain de Thomson Road. Il prenait la suite du Grand Prix de Malaisie (Singapour n'est indépendant que depuis 1965) organisé sur ce même tracé depuis 1962.
Jusqu'en 1973, le Grand Prix de Singapour a servi de cadre à une course de Formule 2. Le pilote de Formule 1 australien Vern Schuppan a remporté l'ultime édition en 1973.
L'épreuve est ressuscitée en 2007 par la volonté de Bernie Ecclestone, président de la FOA, et l'aval des autorités de Singapour quant à la tenue d'un Grand Prix à compter de 2008.

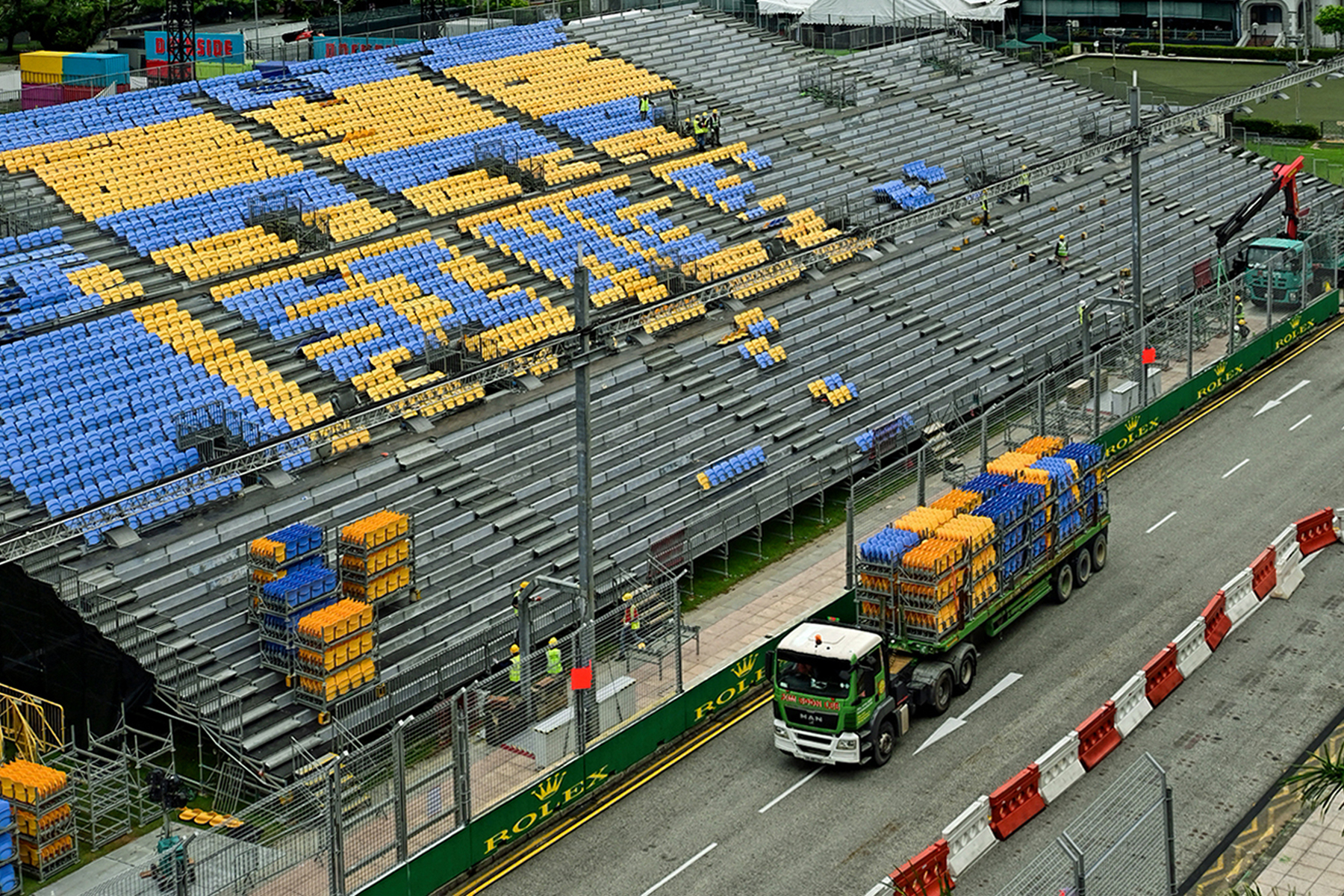
Les gradins temporaires du circuit urbain.

La course se déroule sur un circuit urbain de 5,2 kilomètres tracé par l'architecte allemand Hermann Tilke au cœur de la marina de Singapour. La particularité de l'épreuve est qu'elle se dispute en nocturne, une première en Formule 1, de manière à permettre d'une part aux téléspectateurs européens de la suivre à la même heure qu'une épreuve européenne et d'autre part d'atténuer l'influence du climat tropical sur les hommes et la mécanique. 1 500 lampadaires ont été érigés autour du circuit afin de garantir des conditions d'éclairage optimales. L'éclairage de la piste est presque quatre fois plus puissant que celui d'un terrain de football.
La première édition du Grand Prix, 15e manche de la saison 2008, a eu lieu le 28 septembre 2008 et a été remportée par Fernando Alonso sur Renault. Cette épreuve a fait un an plus tard l'objet d'une enquête de la FIA à la suite de la tricherie organisée par Flavio Briatore, Nelsinho Piquet et Pat Symonds, membres de l'écurie Renault, dans le but de favoriser un bon résultat du pilote principal Fernando Alonso (étranger à l'organisation de la tricherie).
Annulé deux années de suite (2020 et 2021) dans le contexte de la pandémie de Covid-19, le Grand Prix de Singapour est censé reprendre sa place au calendrier en 2022. Cette même année, le contrat du Grand Prix avec la Formule 1 est prolongé pour sept saisons supplémentaires, jusqu'en 2028.
Le circuit est modifié pour l'édition 2023, par la suppression des virages 16 à 19, en raison de travaux de construction d'un complexe sportif. Cette modification entraîne un raccourcissement de la piste de 123 mètres et la rend plus rapide ; la pole position de Carlos Sainz est dix-neuf secondes plus rapide que celle de Charles Leclerc en 2022.

## Faits marquants
- Grand Prix de Singapour 2008 : première édition du Grand Prix de Singapour de Formule 1, 800e Grand Prix et première course nocturne de la discipline. Felipe Massa s'élance en pole position et domine la course jusqu'à l'accident de Nelson Angelo Piquet au treizième tour, qui provoque l'entrée de la voiture de sécurité et l'entrée aux stands de plusieurs pilotes. Massa perd toute chance de victoire lors de son ravitaillement en arrachant le tuyau d'essence en repartant. Le grand bénéficiaire de ces événements est Fernando Alonso, coéquipier de Piquet, qui avait ravitaillé avant la neutralisation de la course. Cela lui permet de remonter et de s'imposer alors qu'il s'élançait de la quinzième position sur la grille. Quelques mois plus tard, l'affaire du crashgate éclate à la suite de l'éviction de Piquet de Renault F1 Team ; celui-ci révèle qu'il a sciemment détruit sa monoplace à Singapour, en accord avec ses dirigeants, pour favoriser la remontée d'Alonso au classement. L'Espagnol, qui n'était pas au courant de cette stratégie, conserve sa victoire.
- Grand Prix de Singapour 2011 : Sebastian Vettel s'impose pour la première fois à Singapour et s'assure pratiquement de son deuxième titre mondial d'affilée : il ne lui reste plus qu'à marquer un point pour être sacré alors que cinq Grands Prix restent à courir.
- Grand Prix de Singapour 2014 : grâce à sa victoire et à l'abandon de son coéquipier Nico Rosberg, Lewis Hamilton reprend la tête du championnat du monde de Formule 1 2014, place qu'il conserve pour remporter son deuxième titre de champion du monde.
- Grand Prix de Singapour 2015 : en signant la pole position, la première d'une Ferrari depuis 2012, Sebastian Vettel inflige aux Mercedes leur seule défaite de la saison en qualifications. Le lendemain, le pilote allemand s'impose pour la quatrième fois à Singapour tandis que Lewis Hamilton connaît son seul abandon de la saison. La course est neutralisée pendant quelques tours à cause de la présence d'un homme le long de la piste.
- Grand Prix de Singapour 2016 : pour son 200e Grand Prix, Nico Rosberg s'élance en pole position et remporte la course. Il reprend également la tête du championnat du monde qu'il conserve jusqu'au terme de la saison 2016, remportant son unique titre de champion du monde.
- Grand Prix de Singapour 2017 : le Grand Prix est disputé pour la première fois sur une piste détrempée. Sebastian Vettel s'élance en pole position mais, en voulant fermer la porte à Max Verstappen et à son coéquipier Kimi Räikkönen, provoque un carambolage et leur triple abandon ainsi que celui de Fernando Alonso. Lewis Hamilton prend la tête de la course qu'il remporte pour la troisième fois.
- Grand Prix de Singapour 2023 : Carlos Sainz Jr. et son équipe Ferrari remportent l'unique course qui échappe à Red Bull Racing en 2023.
- Grand Prix de Singapour 2024 : Pour la première fois depuis la création du Grand Prix, la course se déroule sans intervention de la voiture de sécurité[2].

## Différents circuits utilisés en Grand Prix
|  |  |  |

## Palmarès

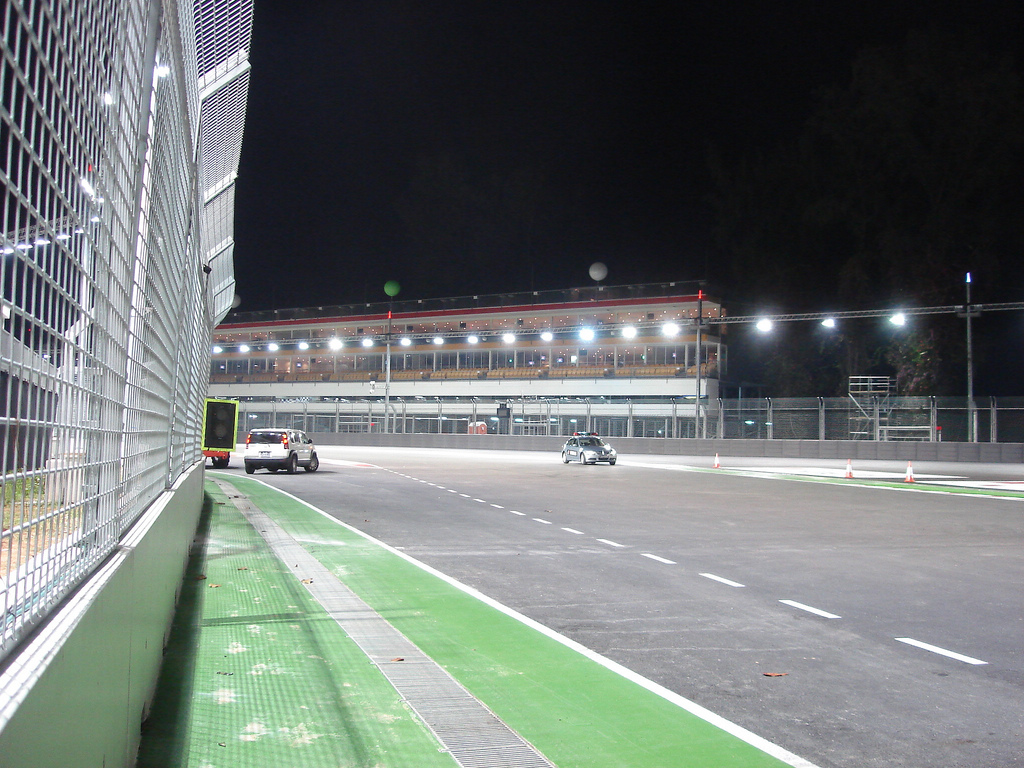
Le dernier virage du circuit Marina Bay de Singapour.

Les événements qui ne faisaient pas partie du championnat du monde de Formule 1 sont indiqués par un fond rose.
| Année     | Vainqueur                                 | Écurie                                    | Circuit                                   | Résultats                                 |
| --------- | ----------------------------------------- | ----------------------------------------- | ----------------------------------------- | ----------------------------------------- |
| 1966      | Lee Han Seng                              | Lotus                                     | Thomson Road                              | Résultats                                 |
| 1967      | Rodney Seow                               | Merlyn                                    | Thomson Road                              | Résultats                                 |
| 1968      | Garrie Cooper                             | Elfin                                     | Thomson Road                              | Résultats                                 |
| 1969      | Graeme Lawrence                           | McLaren                                   | Thomson Road                              | Résultats                                 |
| 1970      | Graeme Lawrence                           | Ferrari                                   | Thomson Road                              | Résultats                                 |
| 1971      | Graeme Lawrence                           | Brabham                                   | Thomson Road                              | Résultats                                 |
| 1972      | Max Stewart                               | Mildren Waggott                           | Thomson Road                              | Résultats                                 |
| 1973      | Vern Schuppan                             | March                                     | Thomson Road                              | Résultats                                 |
| 1974-2007 | Non couru                                 | Non couru                                 | Non couru                                 | Non couru                                 |
| 2008      | Fernando Alonso                           | Renault                                   | Marina Bay                                | Résultats                                 |
| 2009      | Lewis Hamilton                            | McLaren-Mercedes                          | Marina Bay                                | Résultats                                 |
| 2010      | Fernando Alonso                           | Ferrari                                   | Marina Bay                                | Résultats                                 |
| 2011      | Sebastian Vettel                          | Red Bull-Renault                          | Marina Bay                                | Résultats                                 |
| 2012      | Sebastian Vettel                          | Red Bull-Renault                          | Marina Bay                                | Résultats                                 |
| 2013      | Sebastian Vettel                          | Red Bull-Renault                          | Marina Bay                                | Résultats                                 |
| 2014      | Lewis Hamilton                            | Mercedes                                  | Marina Bay                                | Résultats                                 |
| 2015      | Sebastian Vettel                          | Ferrari                                   | Marina Bay                                | Résultats                                 |
| 2016      | Nico Rosberg                              | Mercedes                                  | Marina Bay                                | Résultats                                 |
| 2017      | Lewis Hamilton                            | Mercedes                                  | Marina Bay                                | Résultats                                 |
| 2018      | Lewis Hamilton                            | Mercedes                                  | Marina Bay                                | Résultats                                 |
| 2019      | Sebastian Vettel                          | Ferrari                                   | Marina Bay                                | Résultats                                 |
| 2020-2021 | Annulé à cause de la pandémie de Covid-19 | Annulé à cause de la pandémie de Covid-19 | Annulé à cause de la pandémie de Covid-19 | Annulé à cause de la pandémie de Covid-19 |
| 2022      | Sergio Pérez                              | Red Bull                                  | Marina Bay                                | Résultats                                 |
| 2023      | Carlos Sainz Jr.                          | Ferrari                                   | Marina Bay                                | Résultats                                 |
| 2024      | Lando Norris                              | McLaren-Mercedes                          | Marina Bay                                | Résultats                                 |

### Classement des pilotes par nombre de victoires
| Nombre de victoires | Pilote               | Années                             |
| ------------------- | -------------------- | ---------------------------------- |
| 5                   | Sebastian Vettel     | - 2011 - 2012 - 2013 - 2015 - 2019 |
| 4                   | Lewis Hamilton       | - 2009 - 2014 - 2017 - 2018        |
| 3                   | Graeme Lawrence (en) | - 1969 - 1970 - 1971               |
| 2                   | Fernando Alonso      | - 2008 - 2010                      |
| 1                   | Nico Rosberg         | 2016                               |
| 1                   | Sergio Pérez         | 2022                               |
| 1                   | Carlos Sainz Jr.     | 2023                               |
| 1                   | Lando Norris         | 2024                               |

| Pos. | Nation           | Victoires |
| ---- | ---------------- | --------- |
| 1er  | Allemagne        | 6         |
| 2e   | Royaume-Uni      | 5         |
| 3e   | Nouvelle-Zélande | 3         |
| 3e   | Australie        | 3         |
| 3e   | Espagne          | 3         |
| 6e   | Singapour        | 2         |
| 7e   | Mexique          | 1         |

### Classement des équipes par nombre de victoires
| Nombre de victoires | Pilote   | Années                             |
| ------------------- | -------- | ---------------------------------- |
| 4                   | Ferrari  | - 1970 - 2010 - 2015 - 2019 - 2023 |
| 4                   | Red Bull | - 2011 - 2012 - 2013 - 2022        |
| 4                   | Mercedes | - 2014 - 2016 - 2017 - 2018        |
| 2                   | McLaren  | - 1969 - 2009 - 2024               |
| 1                   | Renault  | 2008                               |

| Pos. | Nation      | Victoires |
| ---- | ----------- | --------- |
| 1er  | Italie      | 4         |
| 1er  | Autriche    | 4         |
| 1er  | Allemagne   | 4         |
| 4e   | Royaume-Uni | 2         |
| 5e   | France      | 1         |